# Hymn Kornwalii
Trelawny – oficjalny hymn Kornwalii. 
Słowa i muzykę napisał w 1824 Robert Stephen Hawker. Bohaterem utworu jest biskup Jonathan Trelawny (1650–1721), uwięziony w 1688 w londyńskiej Tower za sprzeciw wobec wydanej przez Jakuba II Deklaracji o tolerancji religijnej.

## Wersja kornijska
Gans kledha da ha dorn yw lel,

Gwir lowen an golonn

Yth aswonn Myghtern Jamys fel

Pandr’ wrello Kernowyon.

Yw ordnys prys ha le ankow?

‘Verow Trelawny bras?

Ottomma ugens mil Gernow

A wodhvydh oll an kas.

‘Verow Trelawny bras?

‘Verow Trelawny bras?

Ottoma ugens mil Gernow

A wodhvydh oll an kas!

Yn-medh an kapten, byw y woes,

Gwas joliv yn mysk kans:

“Tour Loundres kyn fe Karrek Loes

Y’n delirvsen dehwans.

Ni a dres Tamar, tir dhe dir,

An Havren ny’gan lett;

Ha skoedh ryb skoedh, kowetha wir,

Piw orthyn ni a sett?

‘Verow Trelawny bras?

‘Verow Trelawny bras?

Ottoma ugens mil Gernow

A wodhvydh oll an kas!

Devedhys bys yn fos Loundres

“Gwel teg dhyn” ni a gri;

“Dewgh mes, ownegyon oll, dewgh mes,

Gwell dus on esowgh hwi!”

Trelawny yw avel felon

Fast yn kargharow tynn

Mes ugens mil a Gernowyon

Godhvos an ken a vynn.

‘Verow Trelawny bras?

‘Verow Trelawny bras?

Ottoma ugens mil Gernow

A wodhvydh oll an kas!

## Wersja angielska
A good sword and a trusty hand!

A merry heart and true!
 
King James's men shall understand
 
What Cornish lads can do!
 
And have they fixed the where and when?
 
And shall Trelawny die?

Here's twenty thousand Cornish men
 
Will know the reason why!

Refren

And shall Trelawny live?

And shall Trelawny die?

Here's twenty thousand Cornish men

Will know the reason why!

Out spake their Captain brave and bold:
 
A merry wight was he:
 
'If London Tower were Michael's hold,
 
We'd set Trelawny free!
 
'We'll cross the Tamar, land to land:
 
The Severn is no stay:

With "one and all," and hand in hand;
 
And who shall bid us nay?

Refren
And when we come to London Wall,
 
A pleasant sight to view,
 
Come forth! come forth! ye cowards all:
 
Here's men as good as you.
 
'Trelawny he's in keep and hold;
 
Trelawny he may die:
 
But twenty thousand Cornish bold
 
Will know the reason why

Refren